# 小行星4149
小行星4149（英語：4149 Harrison）是一颗围绕太阳公转的小行星。1984年3月9日，B. A. Skiff在可可尼诺县发现了此天体。
这颗小行星的绝对星等为75.75401等。